# Euxoa pomazensis
Euxoa pomazensis là một loài bướm đêm trong họ Noctuidae.